# Bistum Bettiah
Das Bistum Bettiah (lat.: Dioecesis Bettiahensis) ist eine in Indien gelegene römisch-katholische Diözese mit Sitz in Bettiah.

## Geschichte
Das Bistum Bettiah wurde 1892 durch Papst Leo XIII. aus Gebietsabtretungen des Bistums Allahabad als Apostolische Präfektur Bettiah errichtet. Die Apostolische Präfektur Bettiah wurde 1918 aufgelöst und das Territorium wurde an das Apostolische Vikariat Patna abgetreten.
Am 27. Juni 1998 wurde das ehemalige Apostolische Vikariat Bettiah aus Gebietsabtretungen des Bistums Muzaffarpur als Bistum Bettiah wieder errichtet. Es wurde dem Erzbistum Patna als Suffraganbistum unterstellt.

## Territorium
Das Bistum Bettiah umfasst die Distrikte Gopalganj, Pashchim Champaran, Purba Champaran, Saran und Siwan im Bundesstaat Bihar.

## Ordinarien von Bettiah

### Apostolische Präfekten
- Eugenio Remigio Schwarz OFMCap, 1892–1918

### Bischöfe
- Victor Henry Thakur, 1998–2013, dann Erzbischof von Raipur
- Peter Sebastian Goveas, seit 2017